# Pterolophia kubokii
Pterolophia kubokii är en skalbaggsart som beskrevs av Hayashi 1976. Pterolophia kubokii ingår i släktet Pterolophia och familjen långhorningar. Inga underarter finns listade i Catalogue of Life.